# Distichlicoccus megacirculus
Distichlicoccus megacirculus är en insektsart som beskrevs av Mckenzie 1967. Distichlicoccus megacirculus ingår i släktet Distichlicoccus och familjen ullsköldlöss. Inga underarter finns listade i Catalogue of Life.